# 1998-as labdarúgó-világbajnokság-selejtező (CAF)
Az Afrikai Labdarúgó-szövetség (CAF) 38 tagállama nevezett az 1998-as labdarúgó-világbajnokság selejtezőire és versengett az afrikai zónának kiosztott öt világbajnoki részvételt jelentő helyért. Mali és Niger azonban visszalépett a selejtezők megkezdése előtt. A selejtezőt két fordulóban bonyolították le. Az első fordulóban 32 válogatott vett részt, párokba sorsolták össze őket, és két mérkőzés alapján dőlt el a továbbjutás a második fordulóba. Az ide bejutó 16 csapat mellé csatlakozott az aktuális FIFA ranglista alapján kiemelt négy válogatott is (Egyiptom, Marokkó, Kamerun és Nigéria). Az így kialakuló 20 csapatos mezőnyt öt négyes csoportba sorsolták, a csoportgyőztesek kvalifikálták magukat a világbajnokságra.
A világbajnokságra kijutott nemzeti csapatok: Nigéria, Tunézia, a Dél-afrikai Köztársaság, Kamerun és Marokkó.

## 1. forduló
| 1. csapat     | Össz. | 2. csapat               | 1. meccs | 2. meccs |
| ------------- | ----- | ----------------------- | -------- | -------- |
| Szudán        | 2 – 3 | Zambia                  | 2–0      | 0–3      |
| Namíbia       | 3 – 1 | Mozambik                | 2–0      | 1–1      |
| Mauritánia    | 0 – 2 | Burkina Faso            | 0–0      | 0–2      |
| Malawi        | 0 – 4 | Dél-afrikai Köztársaság | 0–1      | 0–3      |
| Uganda        | 1 – 5 | Angola                  | 0–2      | 1–3      |
| Bissau-Guinea | 4 – 5 | Guinea                  | 3–2      | 1–3      |
| Gambia        | 2 – 5 | Libéria                 | 2–1      | 0–4      |
| Szváziföld    | 0 – 3 | Gabon                   | 0–1      | 0–2      |
| Burundi       | 2 – 0 | Sierra Leone            | 1–0      | 1–0      |
| Madagaszkár   | 3 – 4 | Zimbabwe                | 1–2      | 2–2      |
| Kongó         | 3 – 1 | Elefántcsontpart        | 2–0      | 1–1      |
| Mauritius     | 1 – 7 | Zaire                   | 1–5      | 0–2      |
| Ruanda        | 1 – 5 | Tunézia                 | 1–3      | 0–2      |
| Kenya         | 3 – 2 | Algéria                 | 3–1      | 0–1      |
| Togo          | 3 – 2 | Szenegál                | 2–1      | 1–1      |
| Tanzánia      | 1 – 2 | Ghána                   | 0–0      | 1–2      |

| 1996. június 2. |

| Szudán                          | 2–0   | Zambia |
| ------------------------------- | ----- | ------ |
| A. El Mustafa 12' A. Madani 51' | (1–0) |        |

| Kartúm, Szudán Nézőszám: 11,983 Játékvezető: Bita (kenyai) |

| 1996. június 14. |

| Zambia                                 | 3–0   | Szudán |
| -------------------------------------- | ----- | ------ |
| D. Lota 11' V. Mutale 35' A. Tembo 76' | (2–0) |        |

| Lusaka, Zambia Nézőszám: 19,000 Játékvezető: Mabuza (szváziföldi) |

Zambia jutott a 2. fordulóba 3-2-es összesítéssel.
| 1996. június 1. |

| Namíbia                      | 2–0   | Mozambik |
| ---------------------------- | ----- | -------- |
| E. Hoeseb 28' J. Ortmann 80' | (1–0) |          |

| Windhoek, Namíbia Nézőszám: 10,000 Játékvezető: Augusto Silva (angolai) |

| 1996. június 16. |

| Mozambik      | 1–1   | Namíbia        |
| ------------- | ----- | -------------- |
| A. Macamo 25' | (1–0) | G. Urikhob 85' |

| Maputo, Mozambik Nézőszám: 20,000 Játékvezető: Jaky (madagaszkári) |

Namíbia jutott a 2. fordulóba 3-1-es összesítéssel.
| 1996. május 31. |

| Mauritánia | 0–0   | Burkina Faso |
| ---------- | ----- | ------------ |
|            | (0–0) |              |

| Nouakchott, Mauritánia Nézőszám: 15,000 Játékvezető: Faye (gambiai) |

| 1996. június 16. |

| Burkina Faso                   | 2–0   | Mauritánia |
| ------------------------------ | ----- | ---------- |
| K. Ouedraogo 43' B. Traore 81' | (1–0) |            |

| Ouagadougou, Burkina Faso Nézőszám: 13,000 Játékvezető: Abikanlou (benini) |

Burkina  Faso jutott a 2. fordulóba 2-0-s összesítéssel.
| 1996. június 1. |

| Malawi        | 0–1   | Dél-afrikai Köztársaság |
| ------------- | ----- | ----------------------- |
| P. Mabedi 70′ | (0–1) | E. Tinkler 21'          |

| Blantyre, Malawi Nézőszám: 20,000 Játékvezető: Masembe (ugandai) |

| 1996. június 15. |

| Dél-afrikai Köztársaság                    | 3–0   | Malawi |
| ------------------------------------------ | ----- | ------ |
| S. Bartlett 4' M. Fish 38' S. Bartlett 41' | (3–0) |        |

| Johannesburg, Dél-afrikai K. Nézőszám: 15,000 Játékvezető: Senai (botswanai) |

A Dél-afrikai Köztársaság jutott a 2. fordulóba 4-0-s összesítéssel.
| 1996. június 1. |

| Uganda | 0–2   | Angola                                         |
| ------ | ----- | ---------------------------------------------- |
|        | (0–1) | J. Paulo Silva 35' Paulao 60' J. Quinzinho 70′ |

| Kampala, Uganda Nézőszám: 25,000 Játékvezető: Abdulkadir (tanzániai) |

| 1996. június 16. |

| Angola                                 | 3–1   | Uganda       |
| -------------------------------------- | ----- | ------------ |
| Paulao 1' J. Paulo Silva 7' Paulao 58' | (2–1) | R. Kizito 3' |

| Luanda, Angola Nézőszám: 30,000 Játékvezető: Hatimbula (zambiai) |

Angola jutott a 2. fordulóba 5-1-es összesítéssel.
| 1996. június 1. |

| Bissau-Guinea                                          | 3–2   | Guinea                     |
| ------------------------------------------------------ | ----- | -------------------------- |
| P. Tavares 11' P. Tavares 36' C. Co 68' P. Tavares 65′ | (2–0) | A. Camara 53' A.Camara 54' |

| Bissau, Bissau-Guinea Nézőszám: 15,000 Játékvezető: Ndoye (szenegáli) |

| 1996. június 16. |

| Guinea                                      | 3–1   | Bissau-Guinea |
| ------------------------------------------- | ----- | ------------- |
| M. Soumah 32' M. Soumah 59' T. Bangoura 62' | (1–0) | C. Co 47'     |

| Conakry, Guinea Nézőszám: 40,000 Játékvezető: Kanoute (mali) |

Guinea jutott a 2. fordulóba 5-4-es összesítéssel.
| 1996. június 1. |

| Gambia                    | 2–1   | Libéria       |
| ------------------------- | ----- | ------------- |
| A. Corr 18' E. Sillah 58' | (1–1) | J. Debbah 35' |

| Banjul, Gambia Nézőszám: 20,000 Játékvezető: Camara (guineai) |

| 1996. június 23. |

| Libéria                                              | 4–0   | Gambia |
| ---------------------------------------------------- | ----- | ------ |
| R. Clarke 24' G. Weah 75' O. Makor 84' J. Debbah 89' | (1–0) |        |

| Monrovia, Libéria Nézőszám: 7,609 Játékvezető: Kamara (Sierra Leone-i) |

Libéria jutott a 2. fordulóba 5-2-es összesítéssel.
| 1996. június 2. |

| Szváziföld | 0–1   | Gabon          |
| ---------- | ----- | -------------- |
|            | (0–1) | J. Ogandaga 5' |

| Mbabane, Szváziföld Nézőszám: 20,000 Játékvezető: Tangawarima (zimbabwei) |

| 1996. június 16. |

| Gabon                              | 2–0   | Szváziföld |
| ---------------------------------- | ----- | ---------- |
| B. Mackaya 30' A. Yala Ngoukou 56' | (1–0) |            |

| Libreville, Gabon Nézőszám: 11,625 Játékvezető: Yengo (kongói) |

Gabon jutott a 2. fordulóba 3-0-s összesítéssel.
| 1996. június 2. |

| Burundi      | 1–0   | Sierra Leone      |
| ------------ | ----- | ----------------- |
| S. Wambo 85' | (0–0) | A. Kamara ?′, 55′ |

| Bujumbura, Burundi Nézőszám: 6,000 Játékvezető: Mohamed Salih (szudáni) |

| 1996. június 16. |

| Sierra Leone | 0–1   | Burundi      |
| ------------ | ----- | ------------ |
|              | (0–1) | J. Mbuyi 30' |

| Freetown, Sierra Leone Nézőszám: 40,000 Játékvezető: Olaniyan (madagaszkári) |

Burundi nyerte a párharcot 2-0-s összesítéssel, viszont a második forduló megkezdése előtt jelezte visszalépését, ezért ellenfele, Sierra Leone folytathatta a küzdelmeket.
| 1996. június 2. |

| Madagaszkár        | 1–2   | Zimbabwe                    |
| ------------------ | ----- | --------------------------- |
| J. Raoelijaona 26' | (1–0) | A. Sawu 79' V. Takawira 89' |

| Antananarivo, Madagaszkár Nézőszám: 30,000 Játékvezető: Chong (mauritiusi) |

| 1996. június 16. |

| Zimbabwe                         | 2–2   | Madagaszkár                                                 |
| -------------------------------- | ----- | ----------------------------------------------------------- |
| C. Zviripayi 52' V. Takawira 68' | (0–1) | R. Rasoanaivo 22' H. Rasoanaivo 66' D. Rakotonandrasana 55′ |

| Harare, Zimbabwe Nézőszám: 36,885 Játékvezető: McLeod (dél-afrikai) |

Zimbabwe jutott a 2. fordulóba 4-3-as összesítéssel.
| 1996. június 2. |

| Kongó                       | 2–0   | Elefántcsontpart |
| --------------------------- | ----- | ---------------- |
| O. Niere 42' S. Miyamou 89' | (1–0) |                  |

| Brazzaville, Kongói Köztársaság Nézőszám: 6,000 Játékvezető: Aka (kameruni) |

| 1996. június 16. |

| Elefántcsontpart | 1–1   | Kongó          |
| ---------------- | ----- | -------------- |
| L. Dao 29'       | (1–0) | C. Imboula 85' |

| Abidjan, Elefántcsontpart Nézőszám: 20,000 Játékvezető: Ghandour (egyiptomi) |

A Kongói Köztársaság jutott a 2. fordulóba 3-1-es összesítéssel.
| 1996. június 2. |

| Mauritius     | 1–5   | Zaire                                                              |
| ------------- | ----- | ------------------------------------------------------------------ |
| A. Mocude 64' | (0–2) | M. Emeka 1' Ngonge 15' M. Tondelva 60' E. Ekakia 77' E. Ekakia 82' |

| Port Louis, Mauritius Nézőszám: 2,448 Játékvezető: Hubert (írországi) |

| 1996. június 16. |

| Zaire                      | 2–0   | Mauritius |
| -------------------------- | ----- | --------- |
| Ngonge 44' M. Tondelva 89' | (1–0) |           |

| Kinshasa, Kongói DK Nézőszám: 45,000 Játékvezető: Diramba (gaboni) |

Zaire jutott a 2. fordulóba 7-1-es összesítéssel.
| 1996. június 2. |

| Ruanda         | 1–3   | Tunézia                                      |
| -------------- | ----- | -------------------------------------------- |
| L. Mupenzi 64' | (0–1) | A. Sellimi 43' A. Sellimi 46' M. Slimane 60' |

| Kigali, Ruanda Nézőszám: 8,000 Játékvezető: Buenkadila (Kongói DK) |

| 1996. június 16. |

| Tunézia                            | 2–0   | Ruanda |
| ---------------------------------- | ----- | ------ |
| H. Ben Rekhissa 17' A. Sellimi 47' | (1–0) |        |

| Tunisz, Tunézia Nézőszám: 18,000 Játékvezető: Kouradji (algériai) |

Tunézia jutott a 2. fordulóba 5-1-es összesítéssel.
| 1996. június 2. |

| Kenya                                      | 3–1   | Algéria         |
| ------------------------------------------ | ----- | --------------- |
| V. Kwarula 58' H. Motego 67' H. Motego 87' | (0–0) | A. Zerrouki 80' |

| Nairobi, Kenya Nézőszám: 30,000 Játékvezető: Tibebu (etiópiai) |

| 1996. június 16. |

| Algéria         | 1–0   | Kenya                        |
| --------------- | ----- | ---------------------------- |
| A. Tasfaout 81' | (0–0) | F. Oduor 52′ A. Odhiambo 90′ |

| Algír, Algéria Nézőszám: 25,000 Játékvezető: Ferid (tunéziai) |

Kenya jutott a 2. fordulóba 3-2-es összesítéssel.
| 1996. június 2. |

| Togo                             | 2–1   | Szenegál      |
| -------------------------------- | ----- | ------------- |
| D. Oyawole 31' K. Noutsoudje 85' | (1–0) | O. Traore 80' |

| Lomé, Togo Nézőszám: 20,000 Játékvezető: Okoampah (ghánai) |

| 1996. június 15. |

| Szenegál      | 1–1   | Togo                                      |
| ------------- | ----- | ----------------------------------------- |
| M. Diallo 30' | (1–0) | K. Akpalo Gnavor 84' K. Akpalo Gnavor 84′ |

| Dakar, Szenegál Nézőszám: 12,000 Játékvezető: Gassama (mauritániai) |

Togo jutott a 2. fordulóba 3-2-es összesítéssel.
| 1996. június 8. |

| Tanzánia | 0–0   | Ghána |
| -------- | ----- | ----- |
|          | (0–0) |       |

| Dar es-Salaam, Tanzánia Nézőszám: 16,000 Játékvezető: Ndukize (burundi) |

| 1996. június 17. |

| Ghána                         | 2–1   | Tanzánia     |
| ----------------------------- | ----- | ------------ |
| S. Johnson 70' A. Ahinful 88' | (0–0) | M. Daima 72' |

| Kumasi, Ghána Nézőszám: 45,000 Játékvezető: Bouchardeau (nigeri) |

Ghána jutott a 2. fordulóba 2-1-es összesítéssel.

## 2. forduló

### 1. csoport
| #  | Csapat       | J | Gy | D | V | RG | KG | GK  | P  |
| -- | ------------ | - | -- | - | - | -- | -- | --- | -- |
| 1. | Nigéria      | 6 | 4  | 1 | 1 | 10 | 4  | +6  | 13 |
| 2. | Guinea       | 6 | 4  | 0 | 2 | 10 | 5  | +5  | 12 |
| 3. | Kenya        | 6 | 3  | 1 | 2 | 11 | 12 | -1  | 10 |
| 4. | Burkina Faso | 6 | 0  | 0 | 6 | 7  | 17 | -10 | 0  |

| Burkina Faso |     | 0–2 | 2–4 | 1–2 |
| Guinea       | 3–1 |     | 3–1 | 1–0 |
| Kenya        | 4–3 | 1–0 |     | 1–1 |
| Nigéria      | 2–0 | 2–1 | 3–0 |     |

| 1996. november 9. |

| Nigéria                         | 2–0   | Burkina Faso |
| ------------------------------- | ----- | ------------ |
| D. Amokachi 46' D. Amokachi 77' | (0–0) |              |

| Lagos, Nigéria Nézőszám: 55,000 Játékvezető: Yengo (kongói) |

| 1996. november 10. |

| Guinea                                   | 3–1   | Kenya        |
| ---------------------------------------- | ----- | ------------ |
| A. Camara 17' F.Camara 34' M. Soumah 82' | (2–1) | M. Okoth 12' |

| Conakry, Guinea Nézőszám: 30,000 Játékvezető: Kouradji (algériai) |

| 1997. január 12. |

| Kenya         | 1–1   | Nigéria          |
| ------------- | ----- | ---------------- |
| K. Simiyu 22' | (1–1) | J. Akpoborie 48' |

| Nairobi, Kenya Nézőszám: 60,000 Játékvezető: Al-Zeid (Szaúd-arábiai) |

| 1997. január 12. |

| Burkina Faso | 0–2   | Guinea                      |
| ------------ | ----- | --------------------------- |
|              | (0–2) | S. Oulare 17' M. Soumah 44' |

| Ouagadougou, Burkina Faso Nézőszám: 28,000 Játékvezető: Sinko (elefántcsontparti) |

| 1997. április 5. |

| Nigéria                                        | 2–1   | Guinea                      |
| ---------------------------------------------- | ----- | --------------------------- |
| D. Amokachi 66' D. Amokachi 77' A. Eguavon 77′ | (0–0) | A. Camara 87' M. Camara 88′ |

| Lagos, Nigéria Nézőszám: 40,000 Játékvezető: Belqola (marokkói) |

| 1997. április 6. |

| Kenya                                              | 4–3   | Burkina Faso                           |
| -------------------------------------------------- | ----- | -------------------------------------- |
| M. Okoth 55' M. Okoth 75' F. Were 85' M. Okoth 87' | (0–2) | M. Zongo 12' F. Sanou 42' M. Zongo 70' |

| Nairobi, Kenya Nézőszám: 35,000 Játékvezető: Yengo (kongói) |

| 1997. április 27. |

| Burkina Faso | 1–2   | Nigéria                              |
| ------------ | ----- | ------------------------------------ |
| M. Zongo 76' | (0–1) | I. Diarra 42' (öngól) E. Amunike 58' |

| Ouagadougou, Burkina Faso Nézőszám: 14,224 Játékvezető: Ferid (tunéziai) |

| 1997. április 27. |

| Kenya        | 1–0   | Guinea |
| ------------ | ----- | ------ |
| M. Otieno 3' | (1–0) |        |

| Nairobi, Kenya Nézőszám: 50,000 Játékvezető: Masembe (ugandai) |

| 1997. június 7. |

| Nigéria                                   | 3–0   | Kenya |
| ----------------------------------------- | ----- | ----- |
| S. Oliseh 13' E. Amunike 43' W. Oruma 83' | (2–0) |       |

| Lagos, Nigéria Nézőszám: 25,000 Játékvezető: Chong (mauritusi) |

| 1997. június 8. |

| Guinea                                          | 3–1   | Burkina Faso |
| ----------------------------------------------- | ----- | ------------ |
| F. Camara 9' M. Balma 27' (öngól) S. Oulare 54' | (2–1) | M. Zongo 18' |

| Conakry, Guinea Nézőszám: 7,000 Játékvezető: Yengo (kongói) |

| 1997. augusztus 16. |

| Burkina Faso                            | 2–4   | Kenya                                                                |
| --------------------------------------- | ----- | -------------------------------------------------------------------- |
| Ma. Zongo 16' O. Sanou 80' I. Traore 2′ | (1–2) | K. Simiyu 8' F. Were 44' M. Sunguti 70' M. Sunguti 75' M. Otieno 14′ |

| Bobo Dioulasso, Burkina Faso Nézőszám: 10,000 Játékvezető: Codjia (benini) |

| 1997. augusztus 17. |

| Guinea        | 1–0   | Nigéria |
| ------------- | ----- | ------- |
| F. Camara 50' | (0–0) |         |

| Conakry, Guinea Nézőszám: 25,000 Játékvezető: Quartey (ghánai) |

### 2. csoport
| #  | Csapat   | J | Gy | D | V | RG | KG | GK  | P  |
| -- | -------- | - | -- | - | - | -- | -- | --- | -- |
| 1. | Tunézia  | 6 | 5  | 1 | 0 | 10 | 1  | +8  | 16 |
| 2. | Egyiptom | 6 | 3  | 1 | 2 | 15 | 5  | +10 | 10 |
| 3. | Libéria  | 6 | 1  | 1 | 4 | 2  | 10 | -8  | 4  |
| 4. | Namíbia  | 6 | 1  | 1 | 4 | 6  | 17 | -11 | 4  |

| Egyiptom |     | 5–0 | 7–1 | 0–0 |
| Libéria  | 1–0 |     | 1–2 | 0–1 |
| Namíbia  | 2–3 | 0–0 |     | 1–2 |
| Tunézia  | 1–0 | 2–0 | 4–0 |     |

| 1996. november 8. |

| Egyiptom                                                                                      | 7–1   | Namíbia        |
| --------------------------------------------------------------------------------------------- | ----- | -------------- |
| A. Maher 1' A. Hassan 11' A. Maher 15' I. Hassan 34' A. Maher 69' H. Hassan 72' H. Hassan 83' | (4–1) | E. Shivute 24' |

| Kairó, Egyiptom Nézőszám: 35,000 Játékvezető: Magassa (mali) |

| 1996. november 10. |

| Libéria | 0–1   | Tunézia        |
| ------- | ----- | -------------- |
|         | (0–0) | R. Jelassi 87' |

| Accra, Ghána Nézőszám: 25,000 Játékvezető: Diramba (gaboni) |

| 1997. január 11. |

| Namíbia | 0–0   | Libéria |
| ------- | ----- | ------- |
|         | (0–0) |         |

| Windhoek, Namíbia Nézőszám: 12,000 Játékvezető: Mathabela (Dél-afrikai) |

| 1997. január 12. |

| Tunézia     | 1–0   | Egyiptom |
| ----------- | ----- | -------- |
| Z. Beya 10' | (1–0) |          |

| Tunisz, Tunézia Nézőszám: 35,000 Játékvezető: Okada (japán) |

| 1997. április 6. |

| Libéria     | 1–0   | Egyiptom |
| ----------- | ----- | -------- |
| G. Weah 29' | (1–0) |          |

| Accra, Ghána Nézőszám: 15,000 Játékvezető: Sinko (elefántcsontparti) |

| 1997. április 6. |

| Namíbia      | 1–2   | Tunézia                     |
| ------------ | ----- | --------------------------- |
| M. Auseb 74' | (0–1) | T. Herichi 15' K. Badra 68' |

| Windhoek, Namíbia Nézőszám: 25,000 Játékvezető: Jaky (madagaszkári) |

| 1997. április 26. |

| Namíbia                    | 2–3   | Egyiptom                                    |
| -------------------------- | ----- | ------------------------------------------- |
| S. Uutoni 62' M. Auseb 87' | (0–0) | H. Hassan 77' H. Khashaba 79' H. Hassan 89' |

| Windhoek, Namíbia Nézőszám: 6,000 Játékvezető: Aka (kameruni) |

| 1997. április 27. |

| Tunézia                     | 2–0   | Libéria |
| --------------------------- | ----- | ------- |
| A. Sellimi 66' K. Badra 75' | (0–0) |         |

| Tunisz, Tunézia Nézőszám: 40,000 Játékvezető: Camara (guineai) |

| 1997. június 8. |

| Libéria    | 1–2   | Namíbia                       |
| ---------- | ----- | ----------------------------- |
| P. Daye 5' | (1–1) | E. Shivute 35' G. Urikhob 82' |

| Accra, Ghána Nézőszám: 11,960 Játékvezető: Diramba (gaboni) |

| 1997. június 8. |

| Egyiptom | 0–0   | Tunézia |
| -------- | ----- | ------- |
|          | (0–0) |         |

| Kairó, Egyiptom Nézőszám: 47,000 Játékvezető: Daho (algériai) |

| 1997. augusztus 17. |

| Egyiptom                                                            | 5–0   | Libéria |
| ------------------------------------------------------------------- | ----- | ------- |
| H. Khashaba 21' H. Hanafy 24' A. Maged 46' I. Samir 68' H. Emam 77' | (2–0) |         |

| Kairó, Egyiptom Nézőszám: 35,000 Játékvezető: Tibebu (etiópiai) |

| 1997. augusztus 17. |

| Tunézia                                             | 4–0   | Namíbia |
| --------------------------------------------------- | ----- | ------- |
| Z. Beya 19' S. Souayah 31' Z. Beya 57' J. Limam 70' | (2–0) |         |

| Tunisz, Tunézia Nézőszám: 15,000 Játékvezető: Salih (szudáni) |

### 3. csoport
| #  | Csapat                  | J | Gy | D | V | RG | KG | GK | P  |
| -- | ----------------------- | - | -- | - | - | -- | -- | -- | -- |
| 1. | Dél-afrikai Köztársaság | 6 | 4  | 1 | 1 | 7  | 3  | +4 | 13 |
| 2. | Kongó                   | 6 | 3  | 1 | 2 | 5  | 5  | 0  | 10 |
| 3. | Zambia                  | 6 | 2  | 2 | 2 | 7  | 6  | +1 | 8  |
| 4. | Kongói DK               | 6 | 0  | 2 | 4 | 4  | 9  | -5 | 2  |

| Dél-afrikai Köztársaság |     | 1–0 | 1–0 | 3–0 |
| Kongó                   | 2–0 |     | 1–0 | 1–0 |
| Kongói DK               | 1–2 | 1–1 |     | 2–2 |
| Zambia                  | 0–0 | 3–0 | 2–0 |     |

| 1996. november 9. |

| Dél-afrikai Köztársaság | 1–0   | Zaire |
| ----------------------- | ----- | ----- |
| P. Masinga 67'          | (0–0) |       |

| Johannesburg, Dél-afrikai K. Nézőszám: 55,000 Játékvezető: Belqola (marokkói) |

| 1996. november 10. |

| Kongó        | 1–0   | Zambia |
| ------------ | ----- | ------ |
| O. Niere 86' | (0–0) |        |

| Pointe Noire, Kongó Nézőszám: 40,000 Játékvezető: Masembe (ugandai) |

| 1997. január 11. |

| Zambia | 0–0   | Dél-afrikai Köztársaság |
| ------ | ----- | ----------------------- |
|        | (0–0) |                         |

| Lusaka, Zambia Nézőszám: 75,000 Játékvezető: Fares (szíriai) |

| 1997. január 12. |

| Zaire        | 1–1   | Kongó       |
| ------------ | ----- | ----------- |
| N. Lembi 13' | (1–1) | C. Bongo 4' |

| Kinshasa, Zaire Nézőszám: 60,000 Játékvezető: Bouchardeau (nigeri) |

| 1997. április 6. |

| Kongó                                       | 2–0   | Dél-afrikai Köztársaság |
| ------------------------------------------- | ----- | ----------------------- |
| M. Younga Mouhani 60' M. Younga Mouhani 64' | (0–0) |                         |

| Pointe Noire, Kongó Nézőszám: 38,000 Játékvezető: Magassa (mali) |

| 1997. április 9. |

| Zaire                        | 2–2   | Zambia                       |
| ---------------------------- | ----- | ---------------------------- |
| E. Nsunda 29' E. Bazamba 51' | (1–1) | K. Malitoli 22' A. Tembo 81' |

| Harare, Zimbabwe Nézőszám: 20,000 Játékvezető: Chong (mauritiusi) |

| 1997. április 27. |

| Zaire        | 1–2   | Dél-afrikai Köztársaság       |
| ------------ | ----- | ----------------------------- |
| Z. Tumba 26' | (1–1) | D. Khumalo 21' P. Masinga 66' |

| Kinshasa, Zaire Nézőszám: 7,000 Játékvezető: Obafemi (nigériai) |

| 1997. április 27. |

| Zambia                                | 3–0   | Kongó |
| ------------------------------------- | ----- | ----- |
| D. Lota 40' M. Miti 85' J. Bwalya 90' | (1–0) |       |

| Lusaka, Zambia Nézőszám: 25,000 Játékvezető: Magassa (mali) |

1997. május 17-én Zaire-ban történt politikai rendszerváltást követően, az ország elnevezése Kongói Demokratikus Köztársaságra módosult, egyben nemzeti zászlaját is megváltoztatták.
| 1997. június 8. |

| Kongó                 | 1–0   | Kongói DK      |
| --------------------- | ----- | -------------- |
| M. Younga Mouhani 60' | (0–0) | K. Muzinga 89′ |

| Pointe Noire, Kongó Nézőszám: 30,000 Játékvezető: Camara (guineai) |

| 1997. június 8. |

| Dél-afrikai Köztársaság                       | 3–0   | Zambia |
| --------------------------------------------- | ----- | ------ |
| H. Mkhalele 8' P. Masinga 17' M. Williams 75' | (2–0) |        |

| Johannesburg, Dél-afrikai K. Nézőszám: 73,000 Játékvezető: Ghandour (egyiptomi) |

| 1997. augusztus 16. |

| Dél-afrikai Köztársaság | 1–0   | Kongó |
| ----------------------- | ----- | ----- |
| P. Masinga 14'          | (1–0) |       |

| Johannesburg, Dél-afrikai K. Nézőszám: 80,000 Játékvezető: Masembe (ugandai) |

| 1997. augusztus 16. |

| Zambia                          | 2–0   | Kongói DK |
| ------------------------------- | ----- | --------- |
| F. Kamwandi 32' F. Kamwandi 56' | (1–0) |           |

| Lusaka, Zambia Nézőszám: 12,000 Játékvezető: Senai (botswanai) |

### 4. csoport
| #  | Csapat   | J | Gy | D | V | RG | KG | GK | P  |
| -- | -------- | - | -- | - | - | -- | -- | -- | -- |
| 1. | Kamerun  | 6 | 4  | 2 | 0 | 10 | 4  | +6 | 14 |
| 2. | Angola   | 6 | 2  | 4 | 0 | 7  | 4  | +3 | 10 |
| 3. | Zimbabwe | 6 | 1  | 1 | 4 | 6  | 7  | -1 | 4  |
| 4. | Togo     | 6 | 1  | 1 | 4 | 6  | 14 | -8 | 4  |

| Angola   |     | 1–1 | 3–1 | 2–1 |
| Kamerun  | 0–0 |     | 2–0 | 1–0 |
| Togo     | 1–1 | 2–4 |     | 2–1 |
| Zimbabwe | 0–0 | 1–2 | 3–0 |     |

| 1996. november 10. |

| Angola                 | 2–1   | Zimbabwe      |
| ---------------------- | ----- | ------------- |
| F. Akwa 43' Paulao 51' | (1–0) | A. Ndlovu 60' |

| Luanda, Angola Nézőszám: 60,000 Játékvezető: Ghandour (egyiptomi) |

| 1996. november 10. |

| Togo                           | 2–4   | Kamerun                                                      |
| ------------------------------ | ----- | ------------------------------------------------------------ |
| K. Noutsoudje 50' T. Salou 83' | (0–2) | A. Tchami 10' A. Tchami 24' A. Tchami 55' J. Misse Misse 63' |

| Lomé, Togo Nézőszám: 15,000 Játékvezető: Chong (mauritiusi) |

| 1997. január 12. |

| Kamerun | 0–0   | Angola |
| ------- | ----- | ------ |
|         | (0–0) |        |

| Yaoundé, Kamerun Nézőszám: 75,000 Játékvezető: Belqola (marokkói) |

| 1997. január 12. |

| Zimbabwe                                                    | 3–0   | Togo |
| ----------------------------------------------------------- | ----- | ---- |
| K. Chihuri 16' V. Takawira 21' V. Takawira 49' D. Mpofu 58′ | (2–0) |      |

| Harare, Zimbabwe Nézőszám: 45,000 Játékvezető: Yengo (kongói) |

| 1997. április 6. |

| Angola                              | 3–1   | Togo                          |
| ----------------------------------- | ----- | ----------------------------- |
| Paulao 29' F. Akwa 45' F. Sousa 51' | (2–1) | D. Oyawole 21' K. Kodjovi 87′ |

| Luanda, Angola Nézőszám: 30,000 Játékvezető: Okoampah (ghánai) |

| 1997. április 6. |

| Kamerun          | 1–0   | Zimbabwe |
| ---------------- | ----- | -------- |
| B. Tchoutang 80' | (0–0) |          |

| Douala, Kamerun Nézőszám: 50,000 Játékvezető: Diramba (gaboni) |

| 1997. április 27. |

| Zimbabwe | 0–0   | Angola |
| -------- | ----- | ------ |
|          | (0–0) |        |

| Harare, Zimbabwe Nézőszám: 47,257 Játékvezető: McLeod (Dél-afrikai) |

| 1997. április 27. |

| Kamerun                       | 2–0   | Togo |
| ----------------------------- | ----- | ---- |
| B. Tchoutang 87' P. Mboma 90' | (0–0) |      |

| Douala, Kamerun Nézőszám: 25,000 Játékvezető: Bouchardeau (nigeri) |

| 1997. június 8. |

| Angola      | 1–1   | Kamerun      |
| ----------- | ----- | ------------ |
| F. Akwa 55' | (0–0) | P. Mboma 47' |

| Luanda, Angola Nézőszám: 60,000 Játékvezető: Masembe (ugandai) |

| 1997. június 8. |

| Togo                     | 2–1   | Zimbabwe        |
| ------------------------ | ----- | --------------- |
| B. Salou 8' B. Salou 21' | (2–0) | V. Takawira 65' |

| Lomé, Togo Nézőszám: 10,000 Játékvezető: Sinko (elefántcsontparti) |

| 1997. augusztus 17. |

| Togo          | 1–1   | Angola           |
| ------------- | ----- | ---------------- |
| L. Ouadja 47' | (0–1) | J. Quinzinho 43' |

| Lomé, Togo Nézőszám: 4,500 Játékvezető: Magassa (mali) |

| 1997. augusztus 17. |

| Zimbabwe     | 1–2   | Kamerun                   |
| ------------ | ----- | ------------------------- |
| E. Dinha 82' | (0–0) | P. Mboma 50' P. Mboma 54' |

| Harare, Zimbabwe Nézőszám: 12,736 Játékvezető: Ghandour (egyiptomi) |

### 5. csoport
| #  | Csapat       | J | Gy | D | V | RG | KG | GK  | P  |
| -- | ------------ | - | -- | - | - | -- | -- | --- | -- |
| 1. | Marokkó      | 6 | 5  | 1 | 0 | 14 | 2  | +12 | 16 |
| 2. | Sierra Leone | 5 | 2  | 1 | 2 | 4  | 6  | -2  | 7  |
| 3. | Ghána        | 6 | 1  | 3 | 2 | 7  | 7  | 0   | 6  |
| 4. | Gabon        | 5 | 0  | 1 | 4 | 1  | 11 | -10 | 1  |

| Gabon        |     | 1–1 | 0–4 | X   |
| Ghána        | 3–0 |     | 2–2 | 0–2 |
| Marokkó      | 2–0 | 1–0 |     | 4–0 |
| Sierra Leone | 1–0 | 1–1 | 0–1 |     |

| 1996. november 9. |

| Marokkó                                                  | 4–0   | Sierra Leone |
| -------------------------------------------------------- | ----- | ------------ |
| L. Hababi 16' K. Raghib 50' K. Raghib 55' Y. Fertout 57' | (1–0) |              |

| Rabat, Marokkó Nézőszám: 25,000 Játékvezető: Olaniyan (nigériai) |

| 1996. november 10. |

| Gabon             | 1–1   | Ghána       |
| ----------------- | ----- | ----------- |
| T. Zue Nguema 65' | (0–0) | A. Pele 66' |

| Libreville, Gabon Nézőszám: 45,000 Játékvezető: McLeod (Dél-afrikai) |

| 1997. január 11. |

| Sierra Leone | 1–0   | Gabon |
| ------------ | ----- | ----- |
| A. Kanu 46'  | (0–0) |       |

| Freetown, Sierra Leone Nézőszám: 40,000 Játékvezető: Olaniyan (nigériai) |

| 1997. január 12. |

| Ghána                        | 2–2   | Marokkó                    |
| ---------------------------- | ----- | -------------------------- |
| S. Johnson 77' M. Arthur 89' | (0–1) | S. Bassir 30' M. Hadji 70' |

| Kumasi, Ghána Nézőszám: 45,000 Játékvezető: Bujsaim (Egyesült Arab Emírségekbeli) |

| 1997. április 5. |

| Sierra Leone  | 1–1   | Ghána                 |
| ------------- | ----- | --------------------- |
| L. Conteh 87' | (0–1) | A. Kamara 23' (öngól) |

| Freetown, Sierra Leone Nézőszám: 30,000 Játékvezető: Bouchardeau (nigeri) |

| 1997. április 6. |

| Gabon | 0–4   | Marokkó                                               |
| ----- | ----- | ----------------------------------------------------- |
|       | (0–4) | S. Bassir 10' S. Bassir 12' A. Bahja 44' A. Bahja 45' |

| Libreville, Gabon Nézőszám: 40,000 Játékvezető: Masembe (ugandai) |

Az 53. percben a játékvezető félbeszakította a mérkőzést, a pályára beözönlő hazai szurkolók miatt, a mérkőzés addigi 0-4-es állását végeredménynek könyvelték el.
| 1997. április 26. |

| Sierra Leone  | 0–1   | Marokkó       |
| ------------- | ----- | ------------- |
| B. Kamara 76′ | (0–1) | S. Bassir 40' |

| Freetown, Sierra Leone Nézőszám: 45,000 Játékvezető: Ndoye (szenegáli) |

| 1997. április 27. |

| Ghána                                    | 3–0   | Gabon |
| ---------------------------------------- | ----- | ----- |
| F. Aboagye 42' M. Gargo 60' M. Gargo 64' | (1–0) |       |

| Accra, Ghána Nézőszám: 35,000 Játékvezető: Shinnawi (egyiptomi) |

| 1997. június 7. |

| Marokkó       | 1–0   | Ghána        |
| ------------- | ----- | ------------ |
| K. Raghib 67' | (0–0) | E. Armah 63′ |

| Casablanca, Marokkó Nézőszám: 80 000 Játékvezető: Magassa (mali) |

| 1997. június 8. |

| Gabon | Elmaradt | Sierra Leone |
| ----- | -------- | ------------ |
|       |          |              |

| Libreville, Gabon Játékvezető: Bouchardeau (nigeri) |

Sierra Leoneban kialakult belpolitikai konfliktusok miatt az ország válogatottja nem tudott elutazni a mérkőzésre.
| 1997. augusztus 16. |

| Marokkó                 | 2–0   | Gabon              |
| ----------------------- | ----- | ------------------ |
| Najbet 24' A. Bahja 40' | (2–0) | A. Bekogo Zolo 81′ |

| Casablanca, Marokkó Nézőszám: 25 000 Játékvezető: Moussa (egyiptomi) |

| 1997. augusztus 17. |

| Ghána | 0–2   | Sierra Leone               |
| ----- | ----- | -------------------------- |
|       | (0–1) | J. Amidu 14' M. Kallon 47' |

| Obuasi, Ghána Nézőszám: 3,000 Játékvezető: Mbengue (kameruni) |